# 二角叉钩丝壳
二角叉钩丝壳（学名：Sawadaea bicornis）是属于白粉菌目白粉菌科叉钩丝壳属的一种真菌，寄生在槭属植物上。该种分布于中国、日本、丹麦、比利时、俄罗斯、阿尔及利亚、法国、波兰、英国、罗马尼亚、南斯拉夫、挪威、荷兰、奥地利、意大利、新西兰、瑞士、瑞典、德国等地。